# Microgecko
Microgecko is een geslacht van hagedissen dat behoort tot de gekko's (Gekkota) en de familie Gekkonidae.

## Naam en indeling
De wetenschappelijke naam van de groep werd voor het eerst voorgesteld door Alexandre Mikhaïlovitch Nikolski in 1907. De hagedissen werden eerder aan andere geslachten toegekend, zoals Alsophylax, Cyrtodactylus, Bunopus en Tropiocolotes. Er zijn acht soorten, inclusief de pas in 2020 beschreven soort Microgecko tanishpaensis.
De geslachtsnaam Microgecko betekent vrij vertaald 'kleine gekko'.

## Verspreiding en habitat
De gekko's komen voor in delen van oostelijk Azië en het Midden-Oosten en leven in de landen Iran, Pakistan, India en Irak. De habitat bestaat uit droge tropische en subtropische scrublands, verschillende typen bossen en in graslanden, rotsige omgevingen =en zowel gematigde als koele woestijnen. Ook in door de mens aangepaste streken zoals landelijke tuinen kunnen de dieren worden aangetroffen.

## Beschermingsstatus
Door de internationale natuurbeschermingsorganisatie IUCN is aan vier soorten een beschermingsstatus toegewezen. Drie soorten worden beschouwd als 'veilig' (Least Concern of LC) en een soort als 'onzeker' (Data Deficient of DD).

## Soorten
Het geslacht omvat de volgende soorten, met de auteur en het verspreidingsgebied.
| Naam                     | Auteur                                                                                  | Verspreidingsgebied              |
| ------------------------ | --------------------------------------------------------------------------------------- | -------------------------------- |
| Microgecko chabaharensis | Gholamifard, Rastegar-Pouyani, Rastegar-Pouyani, Khosravani, Yousefkhani, & Oraei, 2015 | Iran                             |
| Microgecko depressus     | Minton & Anderson, 1965                                                                 | Pakistan                         |
| Microgecko helenae       | Nikolsky, 1907                                                                          | Iran, Irak, mogelijk in Pakistan |
| Microgecko laki          | Torki, 2020                                                                             | Iran                             |
| Microgecko latifi        | Leviton & Anderson, 1972                                                                | Iran                             |
| Microgecko persicus      | Nikolsky, 1903                                                                          | Iran, Pakistan, India            |
| Microgecko tanishpaensis | Masroor, Khisroon, Khan, & Jablonski, 2020                                              | Pakistan                         |
| Microgecko varaviensis   | Gholamifard, Rastegar-Pouyani, & Rastegar-Pouyani, 2019                                 | Iran                             |